# 칸탈루포인사비나
칸탈루포인사비나(이탈리아어: Cantalupo in Sabina)는 이탈리아 라치오주 리에티도에 위치한 코무네다. 칸탈루프 멜론의 원산지로 유명하다.

## 같이 보기
- 칸탈루포넬산니오